# Josef Jedlička (inženýr)
Ing. Josef Jedlička RTDr. h.c. (25. červenec 1868 Zbiroh – 2. leden 1938 Praha) byl český strojní inženýr a vysokoškolský pedagog. Pro akademický rok 1915–1916 byl zvolen rektorem ČVUT.

## Život
V letech 1893–1900 pracoval v továrně Ringhoffer. V roce 1900 přešel na Císařskou a královskou českou vysokou školu technickou v Praze. Zde se věnoval nauce o strojích a mechanické technologii staviv. V roce 1902 byl jmenován mimořádným profesorem nauky o strojích a v roce 1906 profesorem řádným. Po tři období působil jako děkan fakulty a v 1915–1916 byl zvolen rektorem ČVUT. Působil zde až do své smrti v roce 1938.
V roce 1909 založil Ústav pro zkoušení hospodářských strojů a motorů při zemědělském odboru ČVUT.
Po 1. světové válce se rovněž zabýval reformou českého školství.

### Členství v organizacích
- Národohoslorářský ústav při České akademii
- Masarykova akademie práce

### Ocenění díla
V roce 1936 mu byl udělen čestný titul doktora technických věd Českého vysokého učení technického v Praze.

## Spisy

### Strojírenství
- Jak vysoko nutno páru přehřívati, aby docílilo se při parním stroji co nejmenší spotřeby páry i paliva, Praha : vlastní náklad, 1901
- O žentourech se zvláštním zřetelem k žentourům na hospodářské výstavě v Praze, pořádané Ústřední hospodářskou společností pro království České v květnu 1902, Praha : vlastní náklad, 1902
- Zásobování hospodářského statku hnací silou, Praha : Tiskařské a vydavatelské družstvo rolnické, 1903
- Obecná nauka o strojích – přednášky na ČVUT

### Školská reforma
- Návrh na organisaci vědění a vyučování, Praha : vlastní náklad, 1919
- Návrh na organisaci vědění a vyučování : Dodatečné úvahy ke stejnojmenné knize, Praha : vlastní náklad, 1920
- Návrhy na reformu školství, Praha : Česká grafická Unie, 1922
- Jednotná organisace vědění a školství přirozeným podkladem pro šetření energií a vědeckou organisaci práce v úřadech veřejných, Praha : Masarykova akademie práce, 1924 – přednáška na pražském mezinárodním kongresu pro vědecké řízení práce 21.-24. července 1924